# Ole Bang
 Der er flere personer med dette navn, se Oluf Bang.
Oluf Lundt Bang, kendt som Ole Bang (27. juli 1788 i København – 12. oktober 1877 sammesteds) var en dansk læge.

## Opvækst og uddannelse
Oluf Lundt Bang var ældste søn af Frederik Ludvig Bang og dennes tredje hustru, blev født på Frederiks Hospital og modtog således allerede i sine tidlige børneår rige indtryk af lægevidenskaben og dens udøvelse, ligesom han i øvrigt også fik stærke indtryk af faderens tiltagende pietistiske åndsretning. Han omtaler selv i sine efterladte selvbiografiske optegnelser den plage, det forvoldte ham, at "Syvaarsdrengen opdroges med Bibellæsning og Salmesang". 
16 år gammel blev han med udmærkelse dimitteret fra det Schouboeske Institut og tog straks fat på sine medicinske studier, -- mens faderen holdt ham borte fra den kirurgiske uddannelse, fordi der på denne afdeling af hospitalet den gang ikke herskede den bedste tone. Dog blev hans første praksis afgjort kirurgisk, i det han under bombardementet i 1807 måtte prøve sine kræfter på volden som læge ved Studenterkorpset. 
Allerede 1808 absolverede han den medicinske eksamen med laud. unanimi consensu og fungerede derefter i et par år som kandidat og reservemedikus på Frederiks Hospital med sin halvbroder Ole Hieronymus Mynster som overmedikus. 1810 fik han Københavns Universitets guldmedalje for en medicinsk afhandling, som han kort efter fik tilladelse til at forsvare for erhvervelsen af licentiatgraden, ved hvilken lejlighed han imidlertid blev ilde tilredt, navnlig af den lærde og i latinen stærke dr. Georg Rahlff. 
I sin funktionstid på hospitalet blev han desuden ansat som distriktslæge i København og beholdt denne ansættelse under sin derpå følgende virken som underaccoucheur ved Fødselsstiftelsen. Denne stilling beklædte han i 14 år (1811-25) og vandt megen anseelse som fødselshjælper, ligesom også hans doktordisputats (1813) omhandler et emne fra dette Specialfag. I 1814, altsaa kun 26 år gammel, blev han adjunkt i det medicinske fakultet og 1818, to år før faderens død, ekstraordinær professor. 1821 blev han ordinær professor og medlem af Konsistorium. Allerede 1818 var han blevet medlem af Sundhedskollegiet. 
1823 foretog han en større studierejse til Berlin, Dresden, Wien, Paris og London og kom overalt i nøje personlig berøring med medicinens fremragende og ledende mænd; Christoph Wilhelm Hufeland i Berlin synes han at være blevet meget tiltalt og påvirket af. Særlig betydningsfuldt var hans ophold i Paris, hvor han af den store
René Laennec lærte at foretage brystundersøgelse med stetoskopet. Med sin livlige begejstring tilegnede Bang sig hurtig denne franske epokegørende opdagelse og gjorde den efter sin hjemkomst både litterært og praktisk frugtbringende, hvad han også fik så meget rigere anledning til, som han kort efter, i 1825, blev Johan Daniel Herholdts efterfølger i den medicinske overlægepost ved Frederiks Hospital.

## Lægevidenskabelig teori
De 16 år, i hvilke han beklædte denne vigtige post, udgør hans egentlige lægevidenskabelige glansperiode. Den nu til dags så sjældne gave, som udmærkede fortidens berømteste læger og udgjorde deres storhed, det geniale blik, der straks og ligesom med et slag formår at opfatte et sygdomstilfældes hele natur og væsen, viste Bang sig at besidde i en fremtrædende grad. Den minutiøse, utrættelige detaljeundersøgelse, som er nutidens flittige klinikeres løsen, men som også synes at forholde sig antagonistisk til genialitet, var den gang endnu ikke kommet til fuld udvikling, og den ville heller ikke have egnet sig ret for hans naturel. Men om end hans bekendte og med årene voksende hastighed ved sygesengen hvilede på en stundum for sangvinsk tillid til hans store geniale evne, hans inspiration, så var på ingen måde overfladiskhed hans karaktermærke, i ethvert tilfælde ikke i denne hans glansperiode. 
Som alle datidens store klinikere stod han på den antikke hippokratismes grundlag, og for dette standpunkt er alvorlig, objektiv iagttagelse og erfaring den første betingelse. Den allerede af hans fader indførte, men af dennes nærmeste efterfølgere igen forsømte undervisning ved sygesengen nåede ved ham en hidtil ukendt udvikling, han lærte de studerende at skrive omhyggelige sygejournaler og har æren af at have skabt en dygtig skole af sine elever. Særlig fortjeneste og betydning havde han som terapeut. 
Han anvendte i sin kliniske virken megen omhu på behandlingen af sygdomstilfældene, indskrænkede den fra tidligere tid nedarvede alt for brogede og multiple medikamentbehandling, og som ægte hippokratiker, der begejstret iagttager organismens vidunderlighed, forsømte han aldrig at indskærpe, at naturens helbredende kraft, "den indre Læge", er den første og vigtigste, og at den behandlende læge kun må være naturens forsigtige medhjælper og tjener. Kun når "den indre Læge" svigtede, anvendte han, men da også med urokkelig sikkerhed, sine stærkt virkende lægemidler, for en del efter originale medikamentformler, som benyttedes mange år efter hans død. 
Også de diætetiske og hygiejniske sider i sygebehandlingen lagde han megen vægt på. Hans i øvrigt først i en senere alder (1852) udgivne Haandbog i Therapien har navnlig betydning ved sine udførlige, bestemte og på selvstændig erfaring grundede anvisninger til de indre sygdommes behandling. Men skønt Bang i det hele mere var genial praktiker end egentlig videnskabsmand, rørte der sig dog hos ham som hos andre ideelt anlagte læger af den hippokratiske retning en stærk trang til videnskabelig at systematisere, til at opstille færdige teorier, og i ovennævnte skrift som også navnlig i Index morborum internorum systematicus har han udformet en sygdomsinddeling efter "dyshæmier", hvilken tager sig smukt og konsekvent ud og ligesom hele humoralpatologien har noget for en umiddelbar betragtning slående ved sig, men som dog ikke har kunnet vinde hævd lige over for lægevidenskabens hurtig fremadskridende udvikling. Som videnskabsmand i streng forstand kom Bang ikke til at høste egentlige laurbær, hans store fortjenester koncentrerede sig vedblivende om det praktiske område.

## Lægevirksomhed
Efter at han i 1841 var fratrådt den medicinske overlægepost, overtog han på ny, men kun for en kort tid, en overordnet klinisk stilling, i det han flyttede ind i Fødselsstiftelsen for ved sin store indsigt at bistå den efter Johan Sylvester Saxtorphs død nyudnævnte og endnu ikke praktisk øvede lektor Carl Edvard Marius Levy, og samtidig blev han medlem af direktionerne for Københavns forskellige hospitaler og dermed beslægtede stiftelser, hvor hans prøvede praktiske energi kunne finde en frugtbar virkeplads. Imidlertid blev hans evner og kræfter i bestandig højere grad tagne i brug af den private praksis. Han var efterhånden blevet hovedstadens mest søgte læge og nød i en meget lang årrække en ubetinget tillid både hos publikum og hos sine kolleger, der i alle vanskelige tilfælde tog ham med på råd. 
Hans store ry førte også til, at han i 1844 blev kaldt til Sankt Petersborg af kejser Nikolaj 1. af Rusland i anledning af storfyrstinde Alexandras sygdom, og kort efter hentedes han til Strelitz i et lignende anliggende. Men hans livlige ånd kunne dog ikke fuldt absorberes af den overvældende praktik, og han vedblev med usvækket interesse og energi at virke navnlig for lægevidenskabens videre praktiske anvendelse i befolkningen. Han forfattede talentfulde og livlige populære skrifter, mellem hvilke hans Sygediætetik og Koldt Vand særlig må fremhæves. Den sidstnævnte lille bog har haft en stor betydning og navnlig bidraget meget til at udrydde gamle fordomme med hensyn til brugen af koldt vand, både som drik og til bade. Af Søbadeanstalten ved Rysensten, i hvis direktion han i mange år havde sæde, gjorde han sig i høj grad fortjent, ligeså af Klampenborg Vandkuranstalt. Brugen af mineralvandene søgte han også på enhver måde at fremme, foretog hyppige rejser til udenlandske badesteder og meddelte sine indsamlede erfaringer i forskellige skrifter. Og for at befolkningens mindre bemidlede flertal også skulle kunne få gavn af mineralvande, kaldte han i forbindelse med forskellige andre mænd Rosenborg Brøndanstalt til live (1834) og var utrættelig i at virke for denne anstalts tidssvarende udvikling. 
Til fagtidsskrifterne, navnlig til Bibliothek for Læger, vedblev han at forfatte afhandlinger omhandlende den praktiske lægevidenskab. End videre var han i flere år en virksom medredaktør af Maanedsskrift for Litteratur, og en fra moderen nedarvet poetisk begavelse gjorde han frugtbringende i talrige danske og latinske, til dels humoristiske digte under mærkerne "Dr. Balfungo", "B-o", "O. B.", ligesom han også har publiceret enkelte større poetiske arbejder.

## Æresbevisninger og familieliv
Et liv som hans, så uafbrudt virksomt, så langt og rigt og så fremragende i samfundet, var naturligvis også rigt på æresbevisninger af forskellig art. Allerede 1835 var han blevet korresponderende medlem af Académie de médecine i Paris, 1836 blev han æresmedlem af det medicinske Selskab i København og omtrent samtidig etatsråd, 1842 kommandør både af Dannebrog og af Vasa, 1848 konferensråd, 1852 fik han en guldmedalje af den russiske kejser, 1864 udmærkedes han med Storkorset i anledning af sit 50-årige professor-jubilæum, hvilket samtidigt fejredes ved en stor fest, hvori 150 af hans ældre og yngre disciple deltog. 
Efter at han 1871 havde haft det sjældne held at kunne holde sit 50-årige jubilæum som medlem af Konsistorium, tog han endelig 1874 afsked fra universitetet efter fulde 60 års uafbrudt lærervirksomhed; samtidig udtrådte han af Sundhedskollegiet og af direktionerne for Fødselsstiftelsen og Frederiks Hospital. Samme år blev han gehejmekonferensråd. 
Han var to gange gift, 1. (1813) med Henriette Lovise Aamodt (død 7. januar 1818), en datter af hårskærer Ole Aamodt i København, og 2. (1826) med Sophie Marie Dahlerup, en ældre søster til lægen Edouard August Dahlerup; to døtre af dette ægteskab ægtede lægerne Morten Mortensen Hassing og Andreas Theodor Aarestrup. 1876 oplevede han sit Guldbryllup med denne sin anden hustru, og endnu hen ad denne tid kunne hans mange ældre og yngre venner have den glæde at se "gamle Bangs" ejendommelige, joviale personlighed færdes frisk og livlig imellem sig. Først i hans 90. år bortrev døden ham, 1877; hans hustru døde snart efter, 26. marts 1878. Han var desuden farfar til forfatteren Herman Bang.
"Ungdommelig bestandig, selv i sin høje Alderdom, barnlig glad og harmonisk fortrøstningsfuld i sin ideelle Betragtning af Livets brogede Færd, altid rede til at lade sit gode Hjærte raade i gavmild Hjælpsomhed og venlig Opmuntring, altid visende levende, usvækket Interesse for Videnskaben og alle aandelige Rørelser, har han i og uden for sine Kollegers Kreds rejst sig et Minde, smukt og lyst som faa." Med dette citat af Julius Petersen vil Oluf Lundt Bangs åndelige personlighed vistnok være ret træffende karakteriseret.
Han er begravet på Assistens Kirkegård.